# 比阿特丽斯·爱丽丝·希克斯
比阿特丽斯·爱丽丝·希克斯（英語：Beatrice Alice Hicks，1919年1月2日—1979年10月21日），美国工程师，也是首位受雇于美国西方电气公司的女性工程师。1950年与他人共同创立美国女工程师协会，并担任首任主席。在那个年代，人们普遍以为工程不适合女性，但希克斯却在这一领域担当领导职位，最终还成为了一家工程公司的所有者。此外她还发明了一种气体浓度开关，后来被美国用于航天项目，包括阿波罗登月计划。

## 早年生活
比阿特里斯·希克斯1919年出生于美国新泽西州奥兰治，父亲威廉·勒克斯·希克斯（William Lux Hicks）是一位化学工程师，母亲名为弗洛伦斯·本尼迪特（Florence Benedict）。希克斯从小便希望当工程师。她的父母对这一愿望不置可否，但一些同学和老师劝她远离这条道路，他们认为工程师职业不适合女性。1935年，她从新泽西州奥兰治高中（Orange High School）毕业。本科就读于纽瓦克工程学院（Newark College of Engineering，今新泽西理工学院），专业是化学工程。在1939届里，她是全年级仅有的两名女生之一。大学期间，她曾在零售商Abercrombie & Fitch财政办公室做电话接线员，也曾供职于大学的图书馆。本科毕业后，希克斯留校任研究助理，长达三年，期间主要研究化学家爱德华·韦斯顿的发明，晚上则继续上课。

## 职业生涯
1942年，希克斯接受了西方电气公司的一份职位，负责设计和测试石英晶体谐振器。她由此成为该公司史上首位女工程师，并为之效力三年。父亲去世后，她加入了新泽西州布卢姆菲尔德的纽瓦克控制公司（Newark Controls Company），这是由她父亲一手创立的金属加工厂。她在此担任首席工程师，随后转为副主席，主管工程，1955年她从叔叔的手里买下了整个公司。她还设计了气体浓度开关，其后被美国用于航天项目，包括登月计划，同时还在感应器方面多有突破，可用于侦测设备是否达到结构极限。在气体浓度开关方面，他发表过数篇论文。此外，她还发明过一种工业质量管理流程的模型。1949年在纽瓦克控制公司期间，她还就读于史蒂文斯理工學院，并获得物理学硕士学位。
1950年，希克斯开始和其他美国东海岸的女性聚会，她们形成了一个组织，以帮助工程行业的女性，并增强女性在行业的参与度。两年后，组织正式命名为美国女工程师协会。1950至1952年，希克斯担任了两届主席。1963年，协会授予希克斯最高荣誉，即女工程师协会成就奖（Society of Women Engineers Achievement Award）。希克斯跑遍全美各地，发表演说，以各种方式宣传，旨在鼓动女性加入工程业。她相信如果女工程师能够得到社会关注，那么她们很快就会被接受。
1948年，希克斯与工程师罗德尼·杜安·奇普（Rodney Duane Chipp）结婚，后者曾一度兼任两项经理级的工程职位，随后开创了一家咨询公司。1960年，夫妇二人受美国全国职业工程师协会推举，负责在南美洲进行为期一月的研究和宣讲，目的是促进美国和南美国家工程师之间的合作。1966年奇普去世后，希克斯卖掉了纽瓦克控制公司，从而接手丈夫身后的咨询公司。她还被选入美国国防部军内妇女问题咨询委员会（Defense Advisory Committee for Women in Services），自1960年起在此工作三年。此外她还是首届女性工程师与科学家国际会议（International Conference of Women Engineers and Scientists）的主办人，并在国际管理学会（International Management Congresses）上四次代表美国出席。
1979年10月21日，希克斯逝世于新泽西州普林斯顿。

## 荣誉
由于希克斯在纽瓦克控制公司担当重要职位，《小姐》杂志将她列为1952年「年度商业女性」。1978年她还受邀加入美国国家工程学院。对于工程师来说这是份至高荣誉，她也随即成为了第六位加入该团体的女性。2002年，希克斯入选美国国家妇女名人堂
此外，希克斯还享有霍巴特和威廉史密斯学院、伦斯勒理工学院、史蒂文斯理工学院和伍斯特理工学院的荣誉博士学位，也是首位得到伦斯勒理工学院荣誉博士奖励的女性。她还是电气电子工程师学会和美國機械工程師學會的成员。